# 那覇バス西原営業所

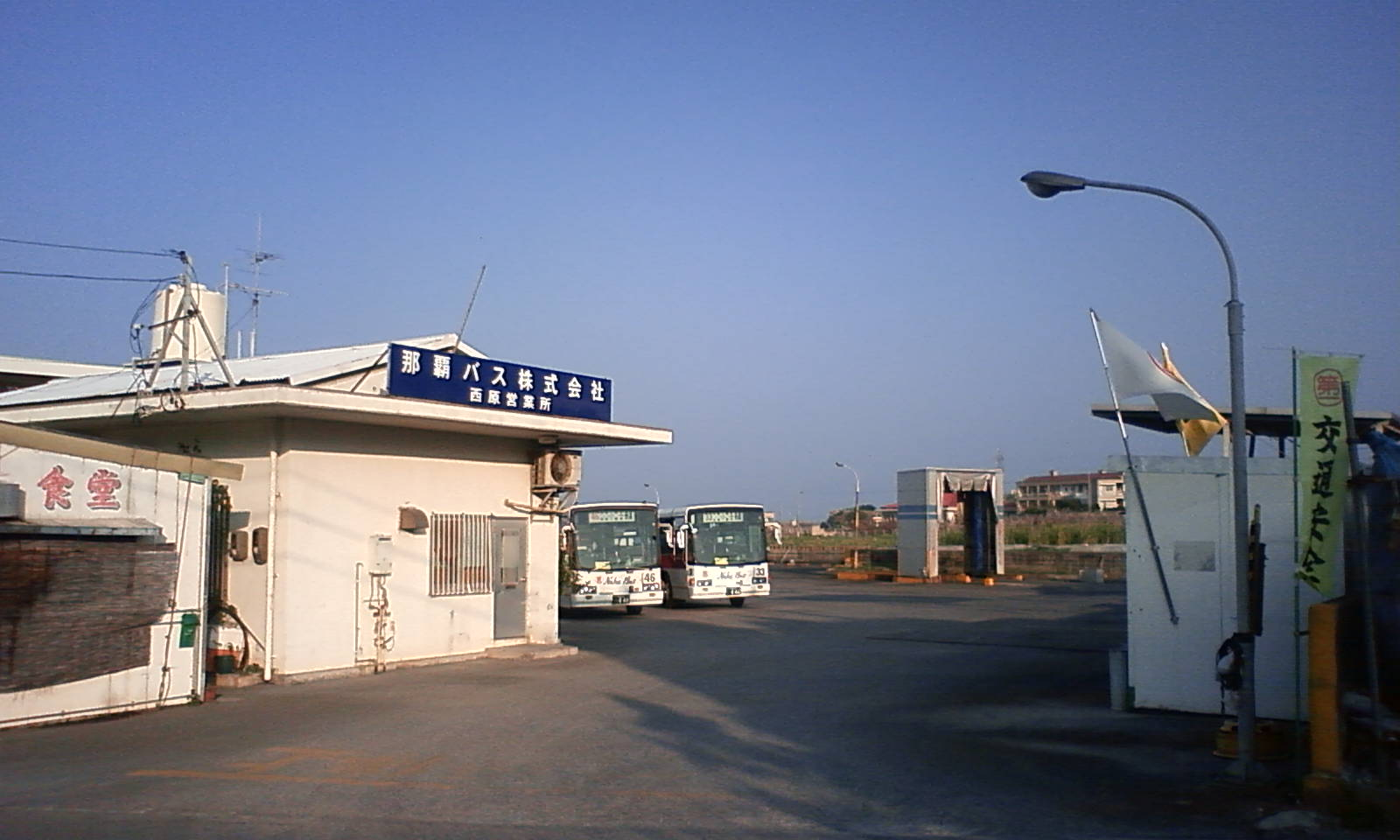
那覇バス西原営業所

那覇バス西原営業所（なはばすにしはらえいぎょうしょ）は、沖縄県西原町安室にある那覇バスの管轄する営業所である。発着路線は3系統。以前は糸満や普天間行きの路線もあったが廃止された。

## 経緯
- 2004年7月18日　33番・102番が廃止される。
- 2004年9月1日　33番の運行が再開される。
- 2018年10月1日 33番・46番を那覇バスターミナルで系統分割し、それぞれ333番・346番の運行を開始。
- 2021年1月4日 キャンパスバスの実証実験を開始[1]。
- 2021年4月1日 233番の運行を開始[2]。
- 2022年3月18日 キャンパスバスの実証実験を終了。
- 2022年4月1日 キャンパスバスが、297番として本格運行を開始[3][4]。

## 周辺
- 沖縄カントリークラブ

## 発着路線
| 番号 | 路線                   | 主な経由地                                                           | 行先               |
| ---- | ---------------------- | -------------------------------------------------------------------- | ------------------ |
| 233  | 西原てだこ線           | 西原町役場・西原・小那覇・西原シティ・翁長                           | てだこ浦西駅       |
| 333  | 那覇西原（末吉経由）線 | 西原町役場・西原・小那覇・西原シティ・翁長・首里駅・首里城公園・牧志 | 那覇バスターミナル |
| 346  | 那覇西原（鳥堀経由）線 | 西原町役場・西原・小那覇・西原シティ・翁長・儀保・古島インター・牧志 | 那覇バスターミナル |

## 管轄路線

### 現行路線
- 25番・那覇普天間線
- 97番・琉大（首里）線
- 125番・普天間空港線
- 233番・西原てだこ線
- 297番・沖国琉大快速線
- 333番・那覇西原（末吉経由）線
- 346番・那覇西原（鳥堀経由）線

### 廃止された路線
- 33番・糸満西原（末吉）線
- 46番・糸満西原（鳥堀）線
- 46番・西原線
- 102番・西原普天間線
- 中城村コミュニティバス「護佐丸バス」
  - 伊集回り線
  - 伊集普天間線（東陽バスとの共同運行）
  - 久場琉大線（東陽バスとの共同運行）

## 隣のバス停
全路線
西原営業所 - 安室入口